# Château d'Osterstein
Le château d'Osterstein (Schloss Osterstein) est une ancienne forteresse, puis château Renaissance de Zwickau en Saxe. C'est aujourd'hui une maison de retraite avec une partie musée.

## Histoire
La forteresse a été citée en 1292 sous le nom de castrum Czwiskau. Gravement incendiée en 1403, elle est remplacée entre 1404 et 1407 par un imposant château Renaissance, sous le règne du margrave Guillaume Ier de Misnie. Il est reconstruit, embelli et agrandi sous le règne de l'Électeur Christian Ier de Saxe, entre 1587 et 1590.
On y installe au XVIIIe siècle la prison de Zwickau (Zuchthaus Zwickau), fonction que l'édifice remplit jusqu'après les années qui suivent la Seconde Guerre mondiale. Des prisonniers célèbres y ont vécu, comme Karl May (pour vol), ou les révolutionnaires Rosa Luxemburg, August Bebel, ou Martin Hoop. La prison ferme le 31 décembre 1962, mais un bain public reste ouvert encore quelque temps dans une petite aile construite ultérieurement. On installe dans l'ancienne prison les archives des usines de charbon des environs, mais faute d'entretien, le château commence à menacer ruine dans les années 1980, jusqu'à finalement être fermé et totalement ruiné.
Les environs étant habités, cette énorme ruine commence à être gênante pour les autorités municipales. Des travaux commencent en 2005 pour transformer les ruines du château en une maison de retraite moderne avec unités de soins, et une partie musée. Elle est ouverte depuis 2009.

## Photographies

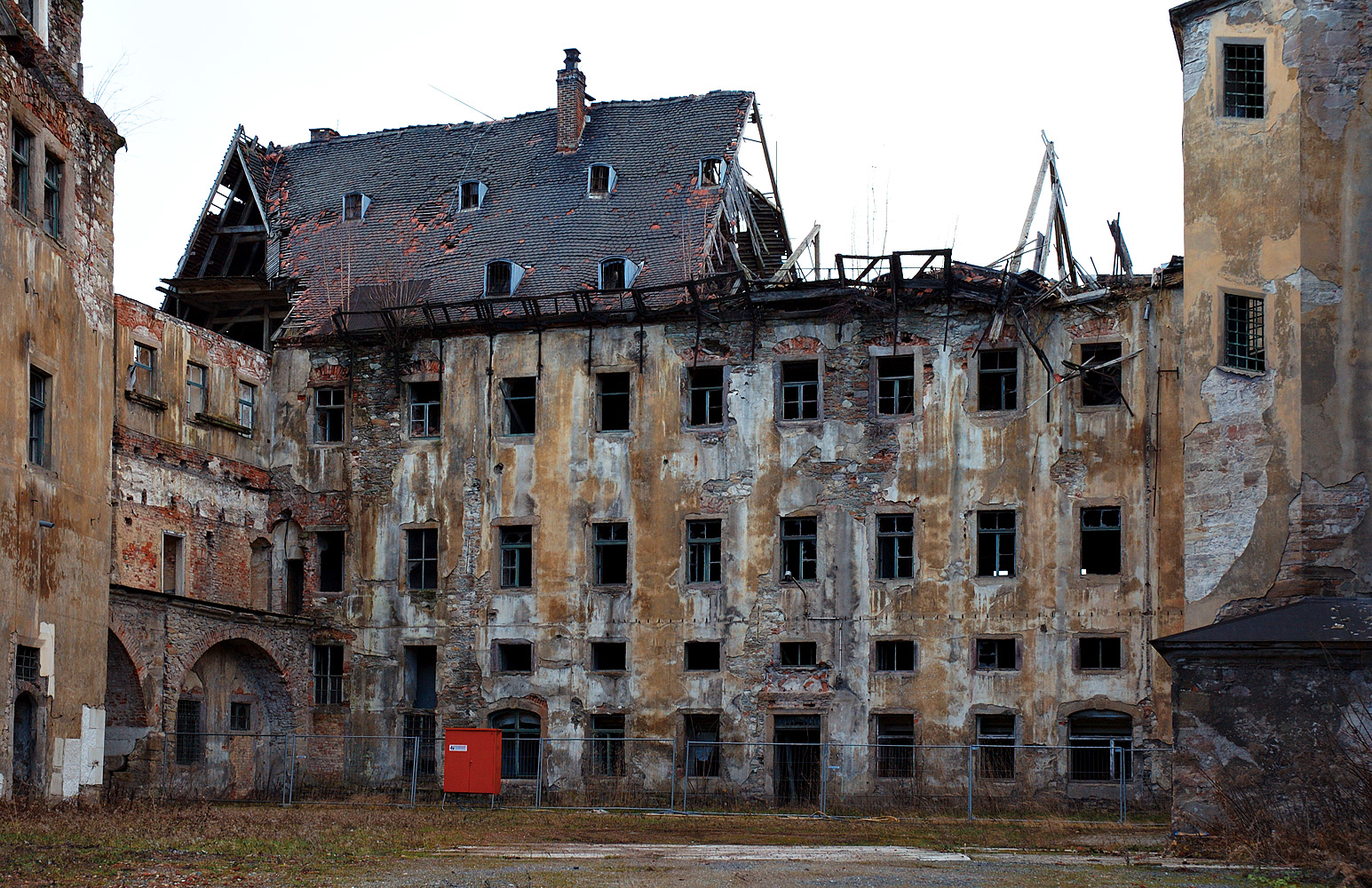
Ruines du château d'Osterstein en 2005
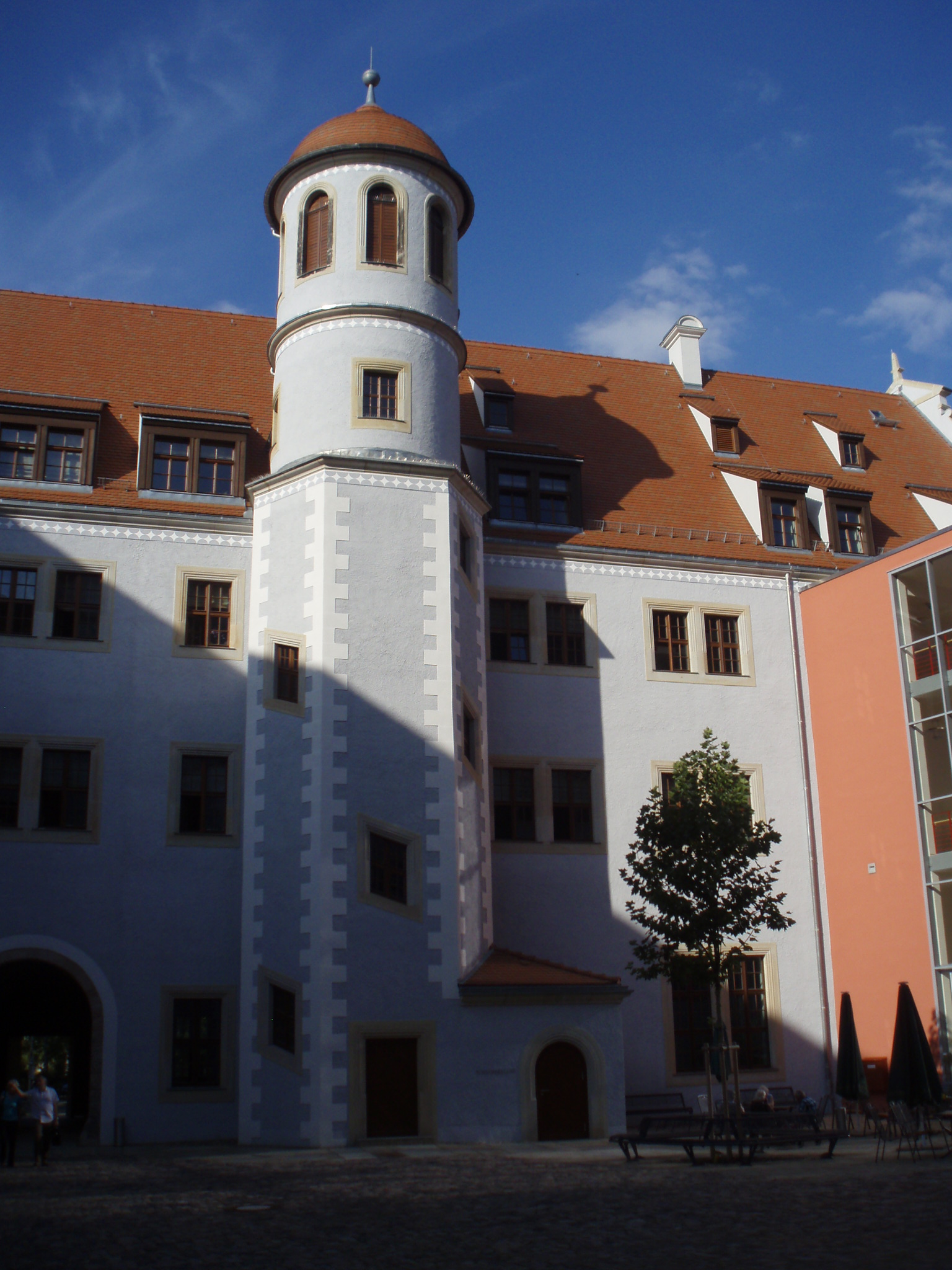
Tour de la cour intérieure
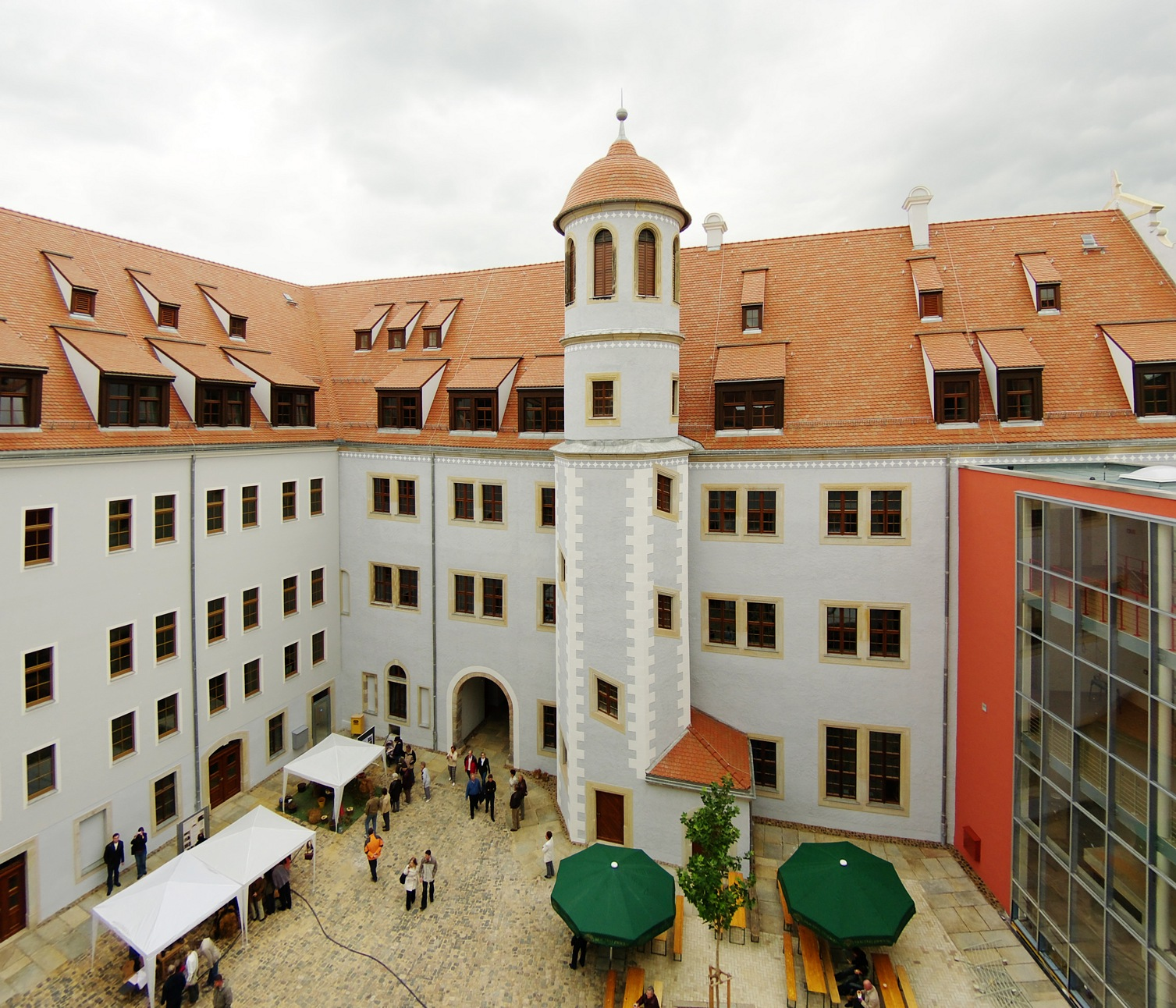
Cour intérieure du château d'Osterstein